# آرثر د. كيلي
آرثر د. كيلي (بالإنجليزية: Arthur D. Kelly)‏ هو فلاح وسياسي أمريكي، ولد في 9 يونيو 1873، وتوفي في 1939. حزبياً، نشط في الحزب الجمهوري. وقد انتخب عضو جمعية ولاية ويسكونسن.